# Metropolitana di Caracas
La metropolitana di Caracas (in spagnolo: Metro de Caracas) è una metropolitana che serve la città di Caracas ed è composta da 4 linee. La costruzione e il funzionamento del sistema sono stati eseguiti dalla società C.A. Metro de Caracas, una società di proprietà statale, che fu fondata nel 1977 da José González-Lander; che ha diretto il progetto per più di trenta anni.
La metropolitana è stata fonte di orgoglio del Venezuela fin dalla sua apertura, avvenuta il 2 gennaio del 1983. Costruita in gran parte sotterraneamente, è una delle più grandi realizzazioni di ingegneria nel paese.
Il suo motto attuale è Enlazamos nuevos destinos (colleghiamo nuove destinazioni).

## Espansioni
I progetti comprendono il completamento del secondo tratto della Linea 3, che va dalla stazione di El Valle fino a La Rinconada; quest'ultima inaugurata nell'ottobre 2006, e l'aumento delle stazioni (Los Jardines, Coche e Mercado), la cui costruzione e apertura è prevista nel 2010.
L'estensione della Linea 2 (nota anche come Linea 5 durante la fase di costruzione) sarà costruita e aperta nel 2012. Il primo progetto per un tratto di 7,5 km comprende 6 nuove stazioni, quali Bello Monte, Las Mercedes, Tamanaco, Chuao, Campo Bello e la stazione di Parque del Este II. Un progetto separato da realizzare simultaneamente, per altri 6,7 km con 4 stazioni aggiuntive, quali Montecristo, Boleíta, El Marqués e il terminal La Urbina (Petare Norte).
Altri piani riguardano l'espansione del sistema con la costruzione di altre due linee: Linea 5 (15 km) a sud-est di Caracas, e la Linea 6 (17 km) che correrà parallela alla linea 1 verso nord.